# システイン
システイン（英: cysteine、2-アミノ-3-スルファニルプロピオン酸）はアミノ酸の1種である。略号はCやCys。天然にはL-システインとして、食品中タンパク質に含まれるが、ヒトでは必須アミノ酸ではなくメチオニンから生合成される。
側鎖にチオール基（メルカプト基）を持つ。酸性条件下では安定だが、中・アルカリ性条件では、微量の重金属イオンにより容易に空気酸化され、シスチンとなる。酸化型のシスチンと対比し、還元型であることを明らかにするために CySH と記されることもある。

## 性質
疎水性アミノ酸、中性極性側鎖アミノ酸に分類されているが、非常に反応性に富んでいる。含硫アミノ酸。蛋白質構成アミノ酸のひとつで、非必須アミノ酸。糖原性を持つ。
システインの名はシスチンから付けられたが、これはギリシャ語で膀胱を意味するkustisに由来する。こちらのシスチンは腎臓結石から最初に単離された。

## 存在
少量ではあるが大部分の蛋白質にみられる。食物では、赤唐辛子、ニンニク、タマネギ、ブロッコリー、芽キャベツ、オート麦、小麦胚芽に含まれる。体内ではメチオニンから作り出される。

## 生化学
求核性が非常に高いメルカプト基を持つため求核性触媒として働く。システインのメルカプト基のpKaは約 8 だが、その反応性は環境・条件によって調節される。システインを求核剤として含むタンパク質にユビキチンリガーゼがあり、これはユビキチンを結合するタンパク質に移動させる。カスパーゼはアポトーシスの際のタンパク質分解に関与する。インテインはシステイン触媒の補助によって作用することがある。これらの働きは、通常システインが酸化されない細胞内環境に限定される。
システインはタンパク質を分子間で架橋させることができる。これにより、細胞外の厳しい環境での分子の安定性が向上し、タンパク質分解に対する抵抗性が与えられる（タンパク質の排泄にはコストがかかるので、その必要性は最小限に抑える方が有利である）。細胞内において、ポリペプチド中のシステイン間のジスルフィド結合はタンパク質の三次構造を維持する。インスリンはシステイン架橋されたペプチドの代表例であり、2つの独立したペプチド鎖が1組のジスルフィド結合によってつながれている。毛髪においては、システインによるジスルフィド結合の配列が巻き毛の度合いを決める。
ジスルフィド結合の生成はタンパク質ジスルフィド異性化酵素によって触媒される。細胞内でデヒドロアスコルビン酸が小胞体へと輸送され、酸化的な環境を作り出す。ここでシステインはシスチンに酸化され、求核剤としての作用を失う。
システインの誘導体であるアセチルシステイン（N-アセチル-L-システイン、NAC）は、サプリメントとして一般的に使われており、抗酸化物質のグルタチオンへと代謝される。

## 利用
主として自然に存在する L-システインの形で、食物、医薬品、パーソナルケア製品に用いられる。最も主要な用途は香料の製造である。例えばメイラード反応で糖と反応させると肉の香りを持つ成分が生成する。また、パンを焼くときの添加剤としても使われる。少量（約10 ppm程度）を加えることによって生地がやわらかくなり、製造にかかる時間が短縮される。
パーソナルケアの分野では、主にアジアでパーマネントウエーブに用いられる。システインは髪のケラチンのジスルフィド結合を切断する。
L-システインの徐放剤である Acetium は、胃を発がん性のアセトアルデヒドから保護するために開発された製剤で、飲酒者などもこの発がん性のリスクに晒されている。喫煙者はハルマンを介してアセトアルデヒドを形成しており、ニコチンへの依存度を高めているようであり、L-システイン徐放剤によるアセトアルデヒドの排除は禁煙の成功率を増加させる。300人超の、より大規模なランダム化比較試験でもそうした結果が得られている。
タバコ製造業の上位5社の1994年の報告によると、システインは紙巻たばこへの599の添加物のうちの1つである。他の添加物と同様、添加の目的は明らかにされていない。
食品添加剤として利用され、また俗に肌のシミを改善するといったサプリメントが販売されている。日本国外で商品名Acetiumの除放剤は、胃の保護また、飲酒時などのアセトアルデヒドを排除するために開発され販売されている。
誘導体のアセチルシステインは、しばしば鎮咳剤として用いられる。これは、粘液中のジスルフィド結合を切断して液状化させ、痰を切れやすくするためである。既に述べたようにサプリメントとしても使われる。

### 実験指標
生体分子の構造・動態を研究する際に行われる部位特異的標識実験の対象としても一般的である。マレイミドはマイケル付加によって選択的にシステインと結合する。電子スピン共鳴での部位特異的スピン標識にも用いられる。

### 羊への利用
羊にとって、システインは羊毛を作り出すのに必要だが、体内で作り出せない必須アミノ酸なので食草から摂取しなければならない。このため、羊は乾季には羊毛の生産を止める。しかしながら遺伝子組み換えによってシステインを自ら作り出せる羊が開発されている。

## 副作用
ヒトへの影響は不明であるが、マウスにおいて膵臓の機能を下げ、糖尿病を引き起こす恐れがある。

## 生合成
生体内では、メチオニンの硫黄原子がセリンのヒドロキシ基酸素原子と置き換わることにより、シスタチオニンを経由して合成される。
メチオニンがメチオニンアデノシルトランスフェラーゼ (EC 2.5.1.6)、メチルトランスフェラーゼ (EC 2.1.1.-)、アデノシルホモシステイナーゼ (EC 3.3.1.1) によりホモシステイン (homocysteine) となり、これがシスタチオニン-β-シンターゼ (EC 4.2.1.22) によりセリンと結合してシスタチオニン (cystathionine) を経てシスタチオニン-γ-リアーゼ (EC 4.4.1.1) によりシステインとなる。

システインの生合成